# Barberetta aurea
Barberetta aurea là một loài thực vật có hoa trong họ Huyết bì thảo. Loài này được Harv. mô tả khoa học đầu tiên năm 1868.